# Айова (племя)

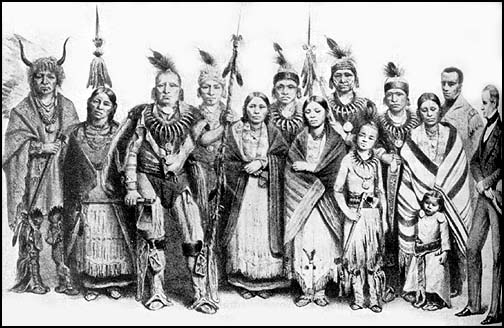
Гравюра 1844 года. Люди племени Айова.

Айо́ва (англ. Iowa, самоназвание Bah-Kho-Je) — одно из юго-западных сиуязычных индейских племён, входящих в группу «чивере».

## Название
Считается, что название племени произошло из языка сиу — айукхаба у санти, янктонов и айукхва у лакота. Хотя их обычно переводят как Сонные или Пыльные головы, лингвистически это никак не подтверждается. Лингвистические свидетельства и предания доказывают, что айова откололись от виннебаго, которые, судя по всему, являлись материнским стволом некоторых других юго-западных сиуязычных племён. Наиболее близкими к айова были ото и миссури, отличие в языках которых было минимальным. Вожди айова сообщали, что их народ, ото, миссури, омахи и понки «когда-то были частью нации виннебаго». Согласно легендам этих племён, в ранний период они пришли со своей родины, располагавшейся к северу от огромных озёр, но виннебаги остановились на побережье большого озера (озеро Уиннебейго), привлечённые изобилием рыбы, в то время как остальные продолжили путь на юго-запад к Миссисипи. Здесь от основной группы отделились айова и получили название паходжа или серый снег, которое закрепилось за ними, но белым людям они стали известны как айова.

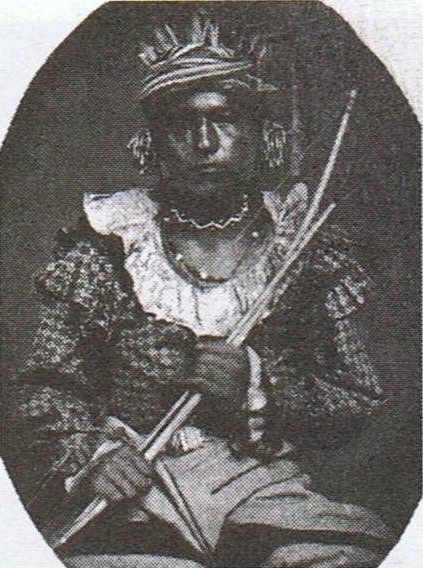
Индеец племени айова. 1847 год

## История

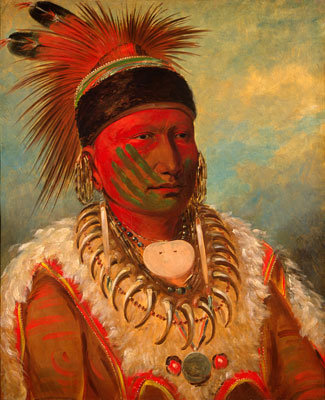
Белое облако — вождь племени айова в 1844—1845 годах

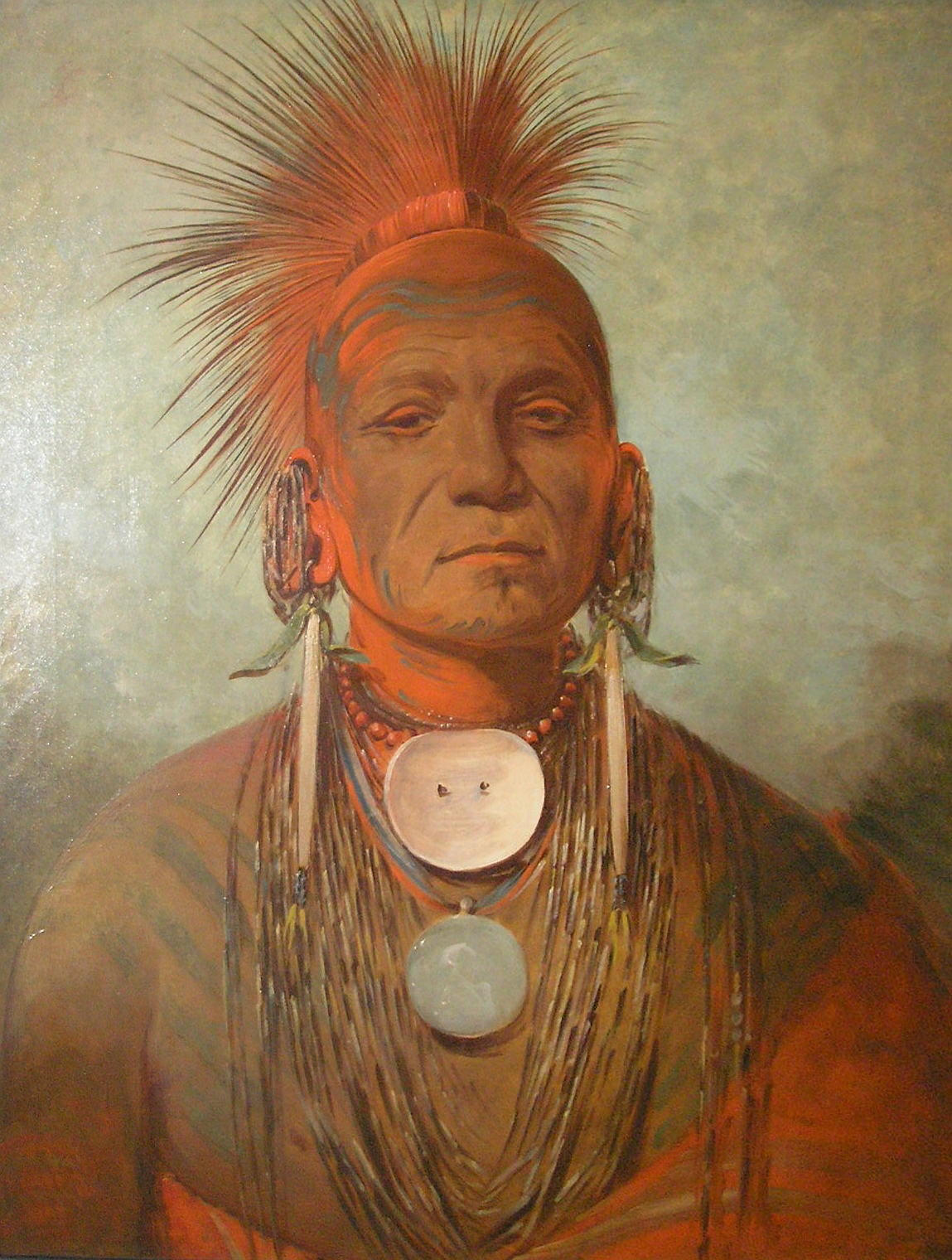
Шаман племени в 1844—1845 годах.
Джордж Кэтлин. Национальная галерея Вашингтона

Первым европейцем, упомянувшим айова, был иезуит Луи Андре, встретивший их в деревне виннебаго в 1676 году. Позднее, в 1685—1686 годах, с ними торговал Николя Перро. В это время и в последующие полстолетия они пребывали в союзе с сиу и воевали с иллинойями, фоксами, потаватоми, сауками, майами, кикапу и пианкишо. Позднее союз с сиу распался. В XVIII веке айова принимали участие в войнах между французами и англичанами, а затем между англичанами и американцами.
Прежде селения айова располагались на Миссури выше реки Платт, но к 1804 году они занимали лишь одну деревню на Платт. В ней проживало 800 человек, включая 200 воинов. Айова вели торговлю с людьми из Сент-Луиса в торговых постах на реках Платт и Гранд-Немаха и своём селении, обменивая шкуры бобра, выдры, енота, оленя и медведя. Они выращивали кукурузу, бобы и другие культуры.
Брекенридж сообщал в 1811 году о совершаемых айова грабежах белых охотников:

Такие случаи в прошлом были делом обычным. Мне показали несколько мест, где произошли грабежи, порой заканчивающимися убийствами.

Он также упоминал о жестокой войне между айова и осейджами. В начале апреля 1811 года две сотни осейджей вернулись в своё селение у форта Осейдж со скальпами нескольких женщин и детей племени айова. Последние, со своей стороны, часто нападали на селение малых осейджей и даже вынудили их перенести его вверх по реке.
Период между войной 1812 года и переселением племени в резервацию в 1837 году был непростым для айова из-за их прежней дружбы с англичанами. Кроме того, они нередко подвергались нападениям со стороны сиу, сауков и фоксов. После окончания войны 1812 года правительство США передало земли айова, лежавшие вдоль нижней части реки Миссури, ветеранам. Белые поселенцы протестовали, даже если айова приближались к их поселениям с мирными намерениями. Белые люди опасались соседства с ними и не скрывали желания уничтожить их.
В 1824 году айова уступили все свои земли на Миссури, а в 1836 году им была определена резервация на северо-востоке Канзаса, из которой позднее часть племени переместилась в центральную Оклахому. В 1840 году несколько айова совершили путешествие в Вашингтон, откуда часть из них отправились в Европу (Великобританию и Францию), где под руководством Джорджа Кэтлина они исполняли пляски и церемонии для публики. Молодые воины продолжали покидать резервацию до конца 1850-х годов, нападая на омаха и пауни. Во время гражданской войны 46 айова служили разведчиками в армии северян. Позднее, по соглашению 1890 года, резервация племени была разделена на наделы, переданные айова в собственность, а излишки земель отдали белым поселенцам.